# Spatholirion elegans
Spatholirion elegans là một loài thực vật có hoa trong họ Commelinaceae. Loài này được (Cherfils) C.Y.Wu miêu tả khoa học đầu tiên năm 1983.